# مارينر 1

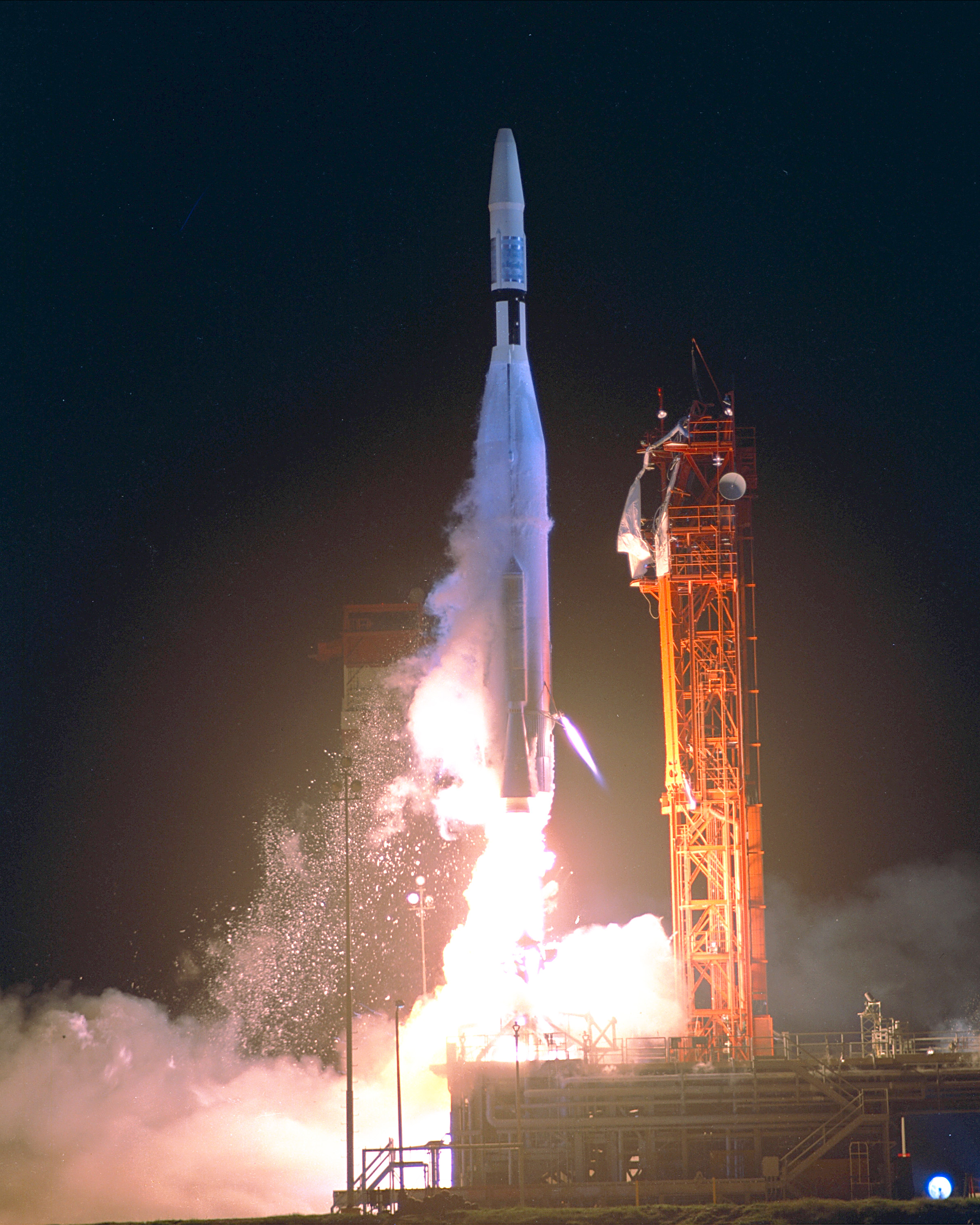
إطلاق مارينر 1

مارينر 1، أول مركبة فضائية لبرنامج مارينر أطلقت في 22 يوليو 1962، في رحلة إلى الزهرة، وبسبب خطأ في برمجة إقلاع الصاروخ انحرف عن المسار المرغوب فيه مما أدي إلى إعطاء إشارة من الأرض لتفجيره بعد إقلاعه بمدة 293 ثانية، وفقا لحساب وكالة ناسا الحالية للجمهور.

## الكارثة
في 22 يوليو عام 1962 تم إطلاق المركبة الفضائية مارينر 1 في رحلتها الأولى لكوكب الزهرة.. وبعد 293 ثانية فقط من الإطلاق وبسبب اخطاء في التوجيه أصبحت الملاحة مستحيلة واتجهت المركبة نحو الاصطدام في شمال المحيط الأطلنطي.
السبب الرئيسي في هذه الكارثة كان عندما قام المبرمج المسئول عن برنامج المركبة بنقل معادلة مكتوبة بالخط اليدوي إلى كود البرنامج ونسي خلال عملية النقل رمز في المعادلة (single superscript bar) (missing hyphen .. وبسبب فقد هذا الجزء من المعادلة قام البرنامج بالتعامل مع السرعات العادية كما لو كانت خطيرة مما تسبب في انحراف المركبة عن مسارها الصحيح وانفجارها.

## مارينر 1 وهندسة البرمجيات
تعد كارثة مارينر أحد كوارث هندسة البرمجيات المعروفة. حيث كان السبب فيها هو خطأ في السوفت وير الخاص بالمركبة وتحديدا في مرحلة (الترميز (كتابة الكود). أحد أهم مراحل هندسة البرمجيات، حيث لم يتم كتابة الكود بشكل دقيق مما أدى لخطأ في مناداة الدوال عند تشغيل برنامج المركبة، مما أدى إلى تحولها عن مسارها.
أيضا حدث خطأ في مرحلة الاختبار (Testing)حيث لم يتم اختبار برنامج المركبة بشكل جيد للتأكد من دقة المعادلات والكود ككل مما أدى إلى خروجه بشكل غير صحيح أدى في النهاية إلى انفجار المركبة وخسارة $18.5 million

## وصلات خارجية
- مقالة ناسا حول مارينر 1